# Gallifa
Gallifa est une commune de la province de Barcelone, en Catalogne, en Espagne, de la comarque de Vallès Occidental. 

## Culture et patrimoine
La ville abrite quatre petites églises du XIIe siècle ainsi que l'ancienne maison du céramiste catalan Josep Llorens i Artigas, où il a travaillé pendant trois ans avec Joan Miró.

## Personnalités liées à la ville
- Josep Llorens i Artigas (1892-1980), céramiste et critique d'art[2];
- Teresa Font (1956-), cinéaste[3].